# Bosse Westling
Bosse Westling, född 4 mars 1949 i Flatbyn, i Nås finnmark i Väster-Dalarna. Bosse Westling arbetar sedan 1977 som lärare i Köping och är dessutom verksam som visdiktare och trubadur. Han startade 1990 Nibble Musikteater, för barn och ungdomar på Nibbleskolan i Köping. Mest omtalade föreställningen är Göta Petter (1994) som byggde på Alf Prøysens texter. 
Som vissångare ägnar han sig mest åt Dan Andersson, Alf Prøysen och egna visor.

## Diskografi
- 1987 Skämt allvar och vackra ord
- 1989 Loppor å löss, med vis- och folkmusikgruppen Fyrton
- 1992 Drevkhärn, med vis- och folkmusikgruppen Fyrton
- 1994 Barnvisor av Alf Prøysen, med Nibble Musikteater
- 1997 Minnet (Dan Andersson-tolkningar)
- 2005 Säg haver du en vän (Alf Prøysen på svenska)